# Silvana Jachino
Silvana Jachino (Milão, 2 de fevereiro de 1916 — 28 de agosto de 2004) foi uma atriz de cinema italiana. Participou em 65 filmes entre 1936 e 1970.